# Slag bij Łódź
De Slag bij Łódź was een veldslag aan het oostfront in de Eerste Wereldoorlog. De slag vond plaats van 11 november tot 6 december 1914 en werd uitgevochten tussen het keizerrijk Rusland en het Duitse Keizerrijk.

## Achtergrond
In september 1914 hadden de Russen het Oostenrijks-Hongaarse leger verslagen in Galicië in de Slag bij Lemberg en belegerden ze het Oostenrijkse fort in Przemyśl met het Russische 8e Leger. Nikolaj Roezski had de eerste Duitse poging om Warschau te veroveren afgeslagen in de Slag bij de Wisła. De Russische legerleiding was verdeeld over de vraag hoe deze recente successen verder te benutten. Groothertog Nicolaas Nikolajevitsj wilde een offensief in Oost-Pruisen terwijl stafchef Michail Aleksejev een offensief in Silezië wilde. Paul von Hindenburg recent benoemd tot opperbevelhebber der centralen over het oostfront had echter bewijs in handen gekregen over het plan om Silezië binnen te vallen. Hindenburg zag kans om zijn verpletterende overwinning in de Slag bij Tannenberg te herhalen, door de Russische flank aan te vallen wanneer het Silezië in zou trekken.

## Troepen
Hindenburg verplaatste het Duitse 9e Leger, onder generaal August von Mackensen naar de Poolse sector. Franz Conrad von Hötzendorf, de Oostenrijks-Hongaarse bevelhebber, verplaatste op zijn beurt het Oostenrijkse 2e Leger naar de positie van het 9e Leger.
Generaal Nikolaj Roezski had kort daarvoor het bevel gekregen over de leger groepen bedoeld om Warschau te verdedigen. Generaal Paul von Rennenkampf's 1e Leger dat gepositioneerd was ten noorden van de Wisła, met uitzondering van een korps dat op de zuidoever van de rivier gepositioneerd was. Roezski had ook nog het 2e Leger onder generaal Scheidemann dat direct voor Łódź gelegerd was. Het Russische 5e Leger onder Pavel Plehve, werd bevolen het offensief in Silezië af te blazen en Hindenburgs offensief af te weren.

## De slag
Op 11 november viel Mackensens 9e Leger het korps van Rennenkampfs 1e Leger dat op de zuidoever van de rivier gepositioneerd was aan, hij maakte 12.000 gevangenen.
Deze aanval sloeg een gat tussen het 1e en 2e Leger waardoor de communicatie werd verbroken. De Russische legerleiding had genoeg van Rennenkapf en hij werd ter plekke vervangen door generaal Litvinov. Ondertussen werd Scheidemanns 2e Leger in de zij aangevallen en begon terug te trekken naar Łódź. De Russen begonnen zich te realiseren hoe erg de situatie in Polen was. Het 2e Leger dreigde nu ingesloten te worden door de Duitsers. De grootvorst was nu voornamelijk bezorgd om het redden van dit leger en een herhaling van Tannenberg te voorkomen. Wenzel von Plehve en zijn 5e Russische Leger was opgedragen om van Silezië naar Łódź te trekken en hadden in twee dagen 112 kilometer overbrugd. Von Plehve viel nu de rechterflank van Mackensens aan op 18 november onder winterse omstandigheden (de temperatuur was -10).
De Duitsers werden nu bedreigd met insluiting, maar vochten zich een weg naar buiten op 26 november, krijgsgevangenen met zich meenemend van het 1e Leger. De druk op Łódź bleef tot december maar de Duitsers waren niet in staat de Russische linies te breken. Door een tekort aan munitie trokken de Russen terug naar een nieuwe sterkere linie dichter bij Warschau.

## Resultaat
De Slag bij Łódź was onbeslist omdat beide zijden hun belangrijkste doelen hadden bereikt. De Russen hadden de Duitsers ervan weerhouden om Warschau in te nemen wat in de eerste plaats het doel van de Duitse aanval was geweest. De Duitsers op hun beurt hadden de Russen doen afzien van hun plan om Silezië binnen te vallen.

## Bron
- Tucker, Spencer The Great War: 1914–18 (1998)

Stallupönen · Gumbinnen · Tannenberg · Lemberg · Kraśnik · 1e Mazurische Meren · Przemyśl · Wisła · Łódź · Karpaten · Bolimov · 2e Mazurische Meren · Gorlice-Tarnówoffensief · Grote Russische terugtrekking · Narotsjoffensief · Švenčionysoffensief · Broesilovoffensief · Kerenskioffensief · Operatie Albion · Operatie Faustschlag